# Liisi Kivioja
Liisi Kivioja, née Kari le 10 janvier 1859 à Siikajoki (grand-duché de Finlande, Empire russe) et morte le 30 octobre 1925 à Helsinki (Finlande), est une femme politique finlandaise membre du Parti finlandais. Elle est députée entre 1907 et 1910, comptant parmi les premières femmes parlementaires de l'histoire du pays.

## Biographie
Liisi Kari naît à Siikajoki en 1859. Elle travaille comme institutrice à Vähäkyrö en 1881 et 1882, puis à Oulunsalo entre 1882 et 1888. Elle épouse Aapeli Kivioja en 1888 ; le couple vit aux États-Unis entre 1891 et 1897. Elle retourne en Finlande et travaille comme femme de ménage et institutrice.
Elle se présente aux élections législatives de 1907 sur la liste du Parti finlandais. Élue, elle devient l'une des 19 premières femmes parlementaires de l'histoire du pays. Réélue en 1908 et en 1909, elle siège jusqu'en 1910. Pendant son mandat parlementaire, elle est membre de la Grande Commission, de la commission municipale et de la commission des affaires ouvrières.
Après avoir quitté le Parlement, elle est directrice d'une école professionnelle pour personnes âgées aveugles à Kuopio entre 1910 et 1918, puis elle dirige l'antenne de Kalajoki de la banque Kansallis-Osake-Pankki jusqu'à sa mort en 1925,.